# Boerenbruiloft (Jan Steen)
Boerenbruiloft is een schilderij van Jan Steen. Het dateert uit 1672 en behoort sinds 1808 tot de collectie van het Rijksmuseum in Amsterdam.

## Beschrijving
Het werk stelt een boerenbruiloft in een herberg voor. Rechts op het schilderij zit de bruid aan een tafel. Links van haar zit de bruidegom. Op het schilderij zijn diverse muzikanten te zien, waaronder een violist en cellist. Op de vloer van de herberg liggen een aantal objecten, onder meer eierschalen, botten, een bord en een lepel.
Het werk is linksonder op het schilderij gesigneerd met ‘JSteen/1672’. Het schilderij werd waarschijnlijk geschilderd in Leiden.